# 錫達格羅夫 (喬治亞州沃克縣)
錫達格羅夫（英語：Cedar Grove）是位於美國喬治亞州沃克縣的一個非建制地區。該地的面積和人口皆未知。

## 地理
錫達格羅夫的座標為34°43′00″N 85°25′34″W / 34.71667°N 85.42611°W，而該地的平均海拔高度為268米（即880英尺）。